# Satureja wiedemanniana
Satureja wiedemanniana là một loài thực vật có hoa trong họ Hoa môi. Loài này được (Avé-Lall.) Velen. miêu tả khoa học đầu tiên năm 1894.